# هرمن لی
هرمن لی، (به انگلیسی: Herman Lay) (زاده ۱۹۰۹ - درگذشته ۱۹۸۲) کارآفرین و بازرگان آمریکایی بود، که شرکت لی را تأسیس کرد. این شرکت بعدها با فریتو ادغام شد که در پی آن شرکت فریتو-لی تشکیل گردید. فریتو-لی امروزه از شرکت‌های تابعه پپسی‌کو بشمار می‌آید.